# Villa romana de Baños de Valdearados
La Villa romana de Baños de Valdearados, también conocida como Villa de Santa Cruz, se encuentra en el oficialmente denominado "Yacimiento arqueológico de la Villa Romana de Santa Cruz", situado en Baños de Valdearados, en la comarca burgalesa de Ribera del Duero, en Castilla y León (España).
Los restos de la villa romana bajoimperial (siglos IV y V) se localizan a unos 300 m al sur de Baños, por la carretera de Aranda de Duero a Caleruega, en las proximidades del río Bañuelos y a la vía romana que discurría entre Caesaraugusta (actual Zaragoza), Asturica Augusta (actual Astorga) y Bracara Augusta (actual Braga), la villa de Santa Cruz se ubica en el territorium de Clunia Sulpicia (capital de un Convento Jurídico de la Hispania Citerior) de la que dista pocos kilómetros.
El yacimiento está considerado BIC con fecha 11 de marzo de 1994.

## Descubrimiento y origen
El descubrimiento del yacimiento se produjo de manera fortuita al encontrase restos de mosaicos y cerámica al trabajar con una excavadora para nivelar los terrenos en la zona llamada de Santa Cruz. En una primera observación por expertos, se detectaron además restos de imbrex, fustes de columnas y estuco decorativo.
Como resultado de las primeras campañas de excavación por José Luis Argente, durante los años 1973, 1974 y 1978 salió a la luz una villa romana de grandes dimensiones, típica de la época bajoimperial, de diez habitaciones y cuatro pasillos, que reflejan el gusto estético, riqueza y esplendor de sus ilustrados propietarios de finales del siglo IV y principios del V.
El área excavada, de algo más de 1000 m², muestra tan sólo una parte de la extensión total que ocuparía la villa. De la cerámica y otros cimientos y restos encontrados, se deduce que ya existía un edificio anterior, de los siglos I al II del que se reutilizarían partes para la villa de Santa Cruz de finales del siglo IV.
También se han se ha encontrado una necrópolis altomedieval con varias tumbas que se pueden fechar entre los siglos IX y XI.

## La villa

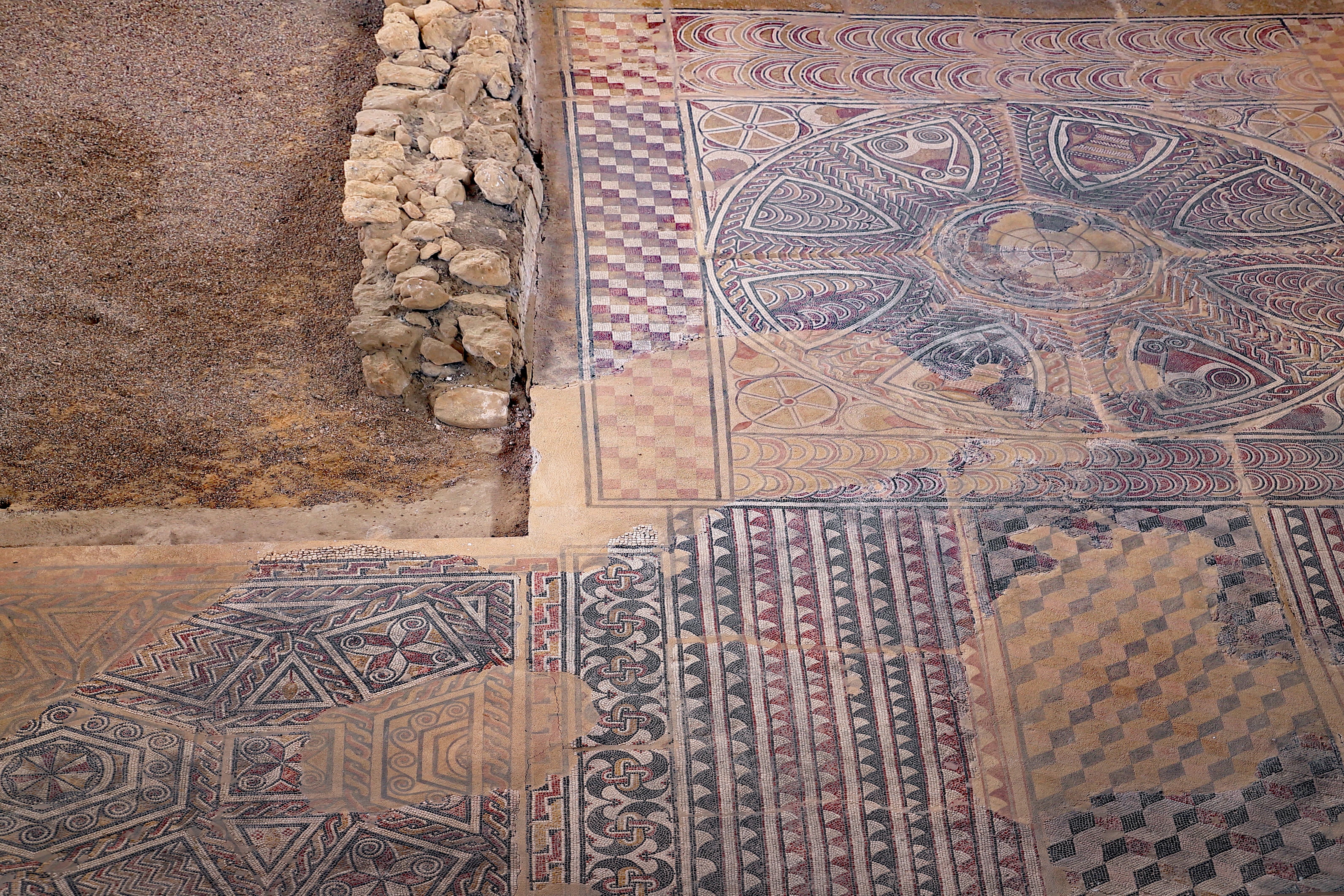
Mosaico geométrico de la villa de Baños de Valdearados.

En la villa existe una compleja red de abastecimiento, almacenaje y evacuación del agua que se distribuye radialmente por galerías desde un pozo, que estuvo activo hasta el siglo V. Algunas habitaciones disponen de hipocausto como sistema de calefacción mediante galerías de aire caliente. 
Sin embargo, lo más característico de esta villa son los mosaicos hallados en tres de sus estancias:
- En el oecus o salón principal de la villa se encuentra un espectacular mosaico de 66 m² de gran originalidad y excelentemente conservado excepto por una pequeña laguna (mosaico perdido). La escena central, formada por dos paneles superpuestos están dedicados a la pompa triunfal de Dionisos/Baco al regresar triunfante de la India. En el panel superior aparece el cortejo dionisíaco con Dionisios, ebrio, junto a su compañero Ampelos y Ariadna, rodeados de otros siete personajes. En el panel inferior, se representa a Dionisos, junto a Ariadna y Pan, montado en un carro tirado por panteras. El mosaico está enmarcado por una cenefa de meandros de esvásticas interrumpida por seis espacios rectangulares con escenas de animales, de los que cuatro llevan inscripción latina con los nombres de los dioses de los vientos. En las esquinas, cuatro espacios cuadrangulares con bustos masculinos.
- En el triclinio o comedor, en forma de T, mosaico bastante deteriorado, decorado con diferentes motivos como una crátera inscrita en escudo, esvásticas con nudo de Salomón, ajedrezados, rombos, roseta,...
- Habitación con mosaico figurado, de esquema octogonal estrellado de ocho puntas con representaciones de las diosas Ceres y Fortuna, cuatro escenas con animales y con cuatro bustos femeninos en las esquinas.

## Robo
Probablemente, durante la noche del 27 al 28 de diciembre de 2011, unos ladrones entraron en el yacimiento y con métodos rudimentarios extrajeron tres piezas del mosaico de la primera mitad del siglo V existentes en la estancia del oecus:
- La primera, probablemente partida, formaba la parte inferior central del oecus, de unos 2,30 por 2,50 metros, representando la llegada triunfal (pompa triumphalis) del dios Baco de su retorno victorioso de la India portando sus atributos de divinidad, un tirso en su mano izquierda y una crátera en su derecha, montado sobre un carro tirado por panteras. Va acompañado por el dios Pan y Ariadna. Por su tema, calidad y por ser uno de los mosaicos mejor conservados de la península ibérica, se trata de una pieza única.
- Las otras dos, en los extremos, de 1,30 metros por unos 70 centímetros, que contenía los nombres de los dioses del viento Euro (EVRVS) con perro persiguiendo a una liebre y Céfiro (ZEFYRVS) con perro acosando a una gacela.[2]